# Mistrzostwa Świata w Kolarstwie Torowym 1993
90. Mistrzostwa Świata w Kolarstwie Torowym 1993 odbyły się w norweskim Hamar w sierpniu 1993 roku. Były to pierwsze mistrzostwa, na których Międzynarodowa Unia Kolarska zniosła podział na amatorów i zawodowców. W programie mistrzostw znalazły się trzy konkurencje dla kobiet: sprint, wyścig na dochodzenie oraz wyścig punktowy i osiem konkurencji dla mężczyzn: sprint, wyścig na dochodzenie, wyścig punktowy, wyścig ze startu zatrzymanego, wyścig na 1 km, wyścig drużynowy na dochodzenie, wyścig tandemów i keirin.

## Medaliści

### Kobiety
| Konkurencja                         | Złoto           | Srebro                 | Brąz                  |
| ----------------------------------- | --------------- | ---------------------- | --------------------- |
| 3000 m indywidualnie na dochodzenie | Rebecca Twigg   | Marion Clignet         | Janie Eickhoff        |
| sprint indywidualny                 | Tanya Dubnicoff | Ingrid Haringa         | Nathalie Even-Lancien |
| wyścig punktowy                     | Ingrid Haringa  | Swietłana Samochwałowa | Jessica Grieco        |

### Mężczyźni
| Konkurencja                              | Złoto                                                                         | Srebro                                                               | Brąz                                                                           |
| ---------------------------------------- | ----------------------------------------------------------------------------- | -------------------------------------------------------------------- | ------------------------------------------------------------------------------ |
| wyścig punktowy                          | Etienne De Wilde                                                              | Éric Magnin                                                          | Wasyl Jakowlew                                                                 |
| wyścig ze startu zatrzymanego zawodowców | Jens Veggerby                                                                 | Roland Königshofer                                                   | Carsten Podlesch                                                               |
| indywidualnie na dochodzenie             | Graeme Obree                                                                  | Philippe Ermenault                                                   | Chris Boardman                                                                 |
| keirin                                   | Gary Neiwand                                                                  | Marty Nothstein                                                      | Toshimasa Yoshioka                                                             |
| 1 km ze startu zatrzymanego              | Florian Rousseau                                                              | Shane Kelly                                                          | Jens Glücklich                                                                 |
| drużynowo na dochodzenie                 | Australia · Brett Aitken · Stuart O’Grady · Tim O’Shannessey · Billy Shearsby | Niemcy · Guido Fulst · Andreas Bach · Jens Lehmann · Torsten Schmidt | Dania · Jimmi Madsen · Klaus Kynde Nielsen · Jan Bo Petersen · Lars Otto Olsen |
| tandemy                                  | Włochy · Federico Paris · Roberto Chiappa                                     | Australia · Stephen Pate · Danny Day                                 | Czechy · Lubomír Hargaš · Arnošt Drcmánek                                      |
| sprint indywidualny                      | Gary Neiwand                                                                  | Michael Hübner                                                       | Eyk Pokorny                                                                    |

## Klasyfikacja medalowa
| Miejsce | Państwo           |   |   |   | Razem |
| ------- | ----------------- | - | - | - | ----- |
| 1.      | Australia         | 3 | 2 | 0 | 5     |
| 2.      | Francja           | 1 | 3 | 1 | 5     |
| 3.      | Stany Zjednoczone | 1 | 1 | 2 | 4     |
| 4.      | Holandia          | 1 | 1 | 0 | 2     |
| 5.      | Dania             | 1 | 0 | 1 | 2     |
|         | Wielka Brytania   | 1 | 0 | 1 | 2     |
| 7.      | Belgia            | 1 | 0 | 0 | 1     |
|         | Kanada            | 1 | 0 | 0 | 1     |
|         | Włochy            | 1 | 0 | 0 | 1     |
| 10.     | Niemcy            | 0 | 2 | 3 | 5     |
| 11.     | Austria           | 0 | 1 | 0 | 1     |
|         | Rosja             | 0 | 1 | 0 | 1     |
| 13.     | Czechy            | 0 | 0 | 1 | 1     |
|         | Japonia           | 0 | 0 | 1 | 1     |
|         | Ukraina           | 0 | 0 | 1 | 1     |